# بيت نمرة
بيت نمرة (بالعبرية: בית נמרה)، وتسمى أيضا نمرين، وBethennabris، وهي بلدة في شرق الأردن الذي يحتل مكانة بارزة في التاريخ اليهودي المبكر.
كانت البلدة تقع في وادي الأردن، على بعد حوالي 12 كيلومترًا (7.5 ميل) شمال البحر الميت و 16 كيلومترًا (9.9 ميل) شرق أريحا. في أواخر العصور القديمة، اتخذت المدينة اسم نمرين حتى زوالها. توصف المدينة بأنها «في السهل المنخفض».ولا زال الاسم محفوظ في أسماء تل نيمرين ووادي نيمرين (نفق نهر نيمرين)، والذي يمثل آخر حد شمالي مملكة موآب. يعتقد أن الموقع القديم امتد على ثلاثة تلال قديمة: تل نمرين (وتسمى أيضًا تل عيش الشونة)، وتل بليبل وتل المستعطي. يقع تل نمرين على الفور شرق قرية شونة العربية، على الجانب الجنوبي من وادي نمرين. في سفر يشوع قيل أنه كان ينتمي سابقًا إلى مملكة سيهون.
في القرن الرابع قبل الميلاد، استقرت البلدة من قبل الإسرائيليين الذين عادوا من المنفى البابلي وتميزوا بأبعد مسافة شرقاً عن المستوطنة اليهودية في شرق الأردن. تم ذكر البلدة أيضًا في القرن الثالث الميلادي فسيفساء رحوب.
كانت القرية موقعًا لمعركة ضارية خلال الحرب اليهودية الرومانية الأولى تحت حكم فيسباسيان، والتي شهدت هزيمة المدافعين عن البلدة.حيث تم إبادة غير المقاتلين، وهرب البدنيون، ونهبت المنازل من قبل الجنود، وأضرمت النيران في القرية.